# Sartika (cràter)
Sartika és un cràter d'impacte en el planeta Venus de 18,7 km de diàmetre. Porta el nom de Dewi Sartika (1884-1942), pedagoga indonèsia, i el seu nom va ser aprovat per la Unió Astronòmica Internacional el 1994.